# Damernas detektivbyrå (TV-serie)
Damernas detektivbyrå (originaltitel: The No. 1 Ladies' Detective Agency) är en tv-serie av Anthony Minghella och Richard Curtis baserad på böckerna om Damernas detektivbyrå av Alexander McCall Smith. Serien sändes i sju avsnitt mellan 2008 och 2009 och spelades som första produktion någonsin in i Botswana.
Serien handlar om den kvinnliga detektiven Precious Ramotswe, som tillsammans med bland andra sin sekreterare Grace Makutsi och bilmekanikern J.L.B. Matekoni löser mysterier i vardagen. 
Precious kontor ligger på Kgale hill i Botswana. Precious är "traditionellt byggd" och har sitt hår uppsatt med ett band. Mma Makutsi är en snabbskrivande, duktig sekreterare som hade nittiosju procent rätt på examensprovet, vilket - enligt henne - är det högsta i skolans historia. J.L.B. Matekoni är en trevlig bilmekaniker som är kär i Precious. Han driver Speedy motors tillsammans med sina anställda, Fanwell och Charlie. Wellington är en väluppfostrad ung pojke som delar ut flygblad åt detektivbyrån. Han är bra på att göra leksaksbilar och andra saker av ståltråd. BK är Precious frisörvän och har hjälpt henne med några kniviga fall. 

## Medverkande (urval)
- Jill Scott - Precious Ramotswe
- Anika Noni Rose - Grace Makutsi
- Desmond Dube - BK
- Lucian Msamati - J.L.B. Matekoni